# Хадерсдорф-Каммерн
Хадерсдорф-Каммерн (нем. Hadersdorf-Kammern) — ярмарочная коммуна (Marktgemeinde) в Австрии, в федеральной земле Нижняя Австрия.
Входит в состав округа Кремс. Население — около 2 тыс. человек. Занимает площадь 4,8 км². Официальный код — 31315.

## Политическая ситуация
Бургомистр коммуны — Бернд Томс (АНП) по результатам выборов 2005 года.
Совет представителей коммуны (нем. Gemeinderat) состоит из 19 мест.
- АНП занимает 12 мест.
- СДПА занимает 7 мест.